# Nicolas Hulot
Nicolas Hulot, född 30 april 1955 i Lille, är en fransk fotograf, journalist, radio- och TV-programledare, miljöaktivist och politiker. Han är mest känd för sina naturprogram på TV. Från maj 2017 till augusti 2018 var han miljöminister i Édouard Philippes regering under president Emmanuel Macron.

## Biografi
I början av 1970-talet hoppade Nicolas Hulot av sina medicinstudier och tog flera småjobb innan han anställdes som fotograf vid Sipa Press 1975. Från 1978 till 1987 ledde han olika program på radiostationen France Inter.
Det stora genombrottet fick han på TV med Ushuaïa, ett program som startade 1987 och handlade i början om extremsporter men som över åren präglades mer och mer av ekologiska hänsyn. Hulot reste jorden runt för att upptäcka och filma i HD världens mest ovanliga ställen. Programmet uppmärksammades även för hans sätt att iscensätta sig själv: han sprang, dök, klättrade, flög med skärm... Ushuaïa följdes 1995 av Opération Okavango och 1998 av Ushuaïa nature som sändes till 2012.
Hulots miljöengagemang ledde till att han 1990 grundade stiftelsen "Ushuaïa" som senare bytte namn till stiftelsen "Nicolas-Hulot för natur och människa". Inför presidentvalet 2007 presenterade han en "miljöpakt" som skrevs under av fem kandidater, bland andra favoriterna Nicolas Sarkozy och Ségolène Royal. År 2012 besegrades han av Eva Joly i det ekologiska primärvalet. Tre år senare var han en av huvudarrangörerna av klimatkonferensen COP21 i Paris.
Hulot erbjöds miljöministerposten av presidenten Jacques Chirac 2002, av presidenten Sarkozy 2007 och av presidenten François Hollande 2016. Till sist tackade han ja till presidenten Emmanuel Macron 2017. Den 28 augusti 2018 sade Hulot upp sig som miljöminister under en direktsänd radiointervju på Radio France. Detta efter en längre tids meningsskiljaktigheter med president Macron, som Hulot menar inte gjort tillräckligt för att Frankrike ska kunna nå målen inom Parisavtalet om att minska den globala uppvärmningen.
Han har länge varit en av Frankrikes mest omtyckta personer och 2005 kom han på sextionde plats på listan över de största fransmännen genom tiderna.